# Serenity (álbum de Kotipelto)
Serenity es el tercer disco de la banda finlandesa, Kotipelto publicado el 8 de mayo de 2007 por su sello discográfico High And Loud. Este disco alcanzó el puesto número 8 en Finlandia y se mantuvo ahí por 5 semanas. El disco contiene 10 canciones y (11 en la edición limitada). En Japón el disco con tiene 12 canciones adicionales. 
"Sleep Well" es el sencillo del disco publicado como Ep el 10 de enero de 2007 llegó al puesto número 5 por 3 semanas a la vez fue el primer corte para el disco para la película Veras 2. En el 2008 se publicó el segundo corte del disco la canción "Serenity" grabado en vivo en Argentina. Fue producido por "Verdadera Imagen" y dirigido por Mariano Biasin.

## Lista de canciones
1. "Once Upon a Time" - 3:21
2. "Sleep Well" - 4:16
3. "Serenity" - 3:32
4. "City of Mysteries" - 4:20
5. "King Anti-Midas" - 4:06
6. "Angels Will Cry" - 3:57
7. "After the Rain" - 3:54
8. "Mr. Know-It-All" - 5:19
9. "Dreams and Reality" - 4:27
10. "Last Defender" - 8:17
11. "After the Rain" (Acoustic Version) (Edition Limited Bonus Track) - 3:45
12. "Sleep Well" (Acoustic Version) (Japanese Bonus Track) - 3:55
13. "Serenity" (Acoustic version) (Japanese Bonus Track)

## Personal
1. Timo Kotipelto - Voz
2. Tuomas Wäinölä - Guitarra
3. Lauri Porra - Bajo
4. Janne Wirman - Teclados
5. Mirka Rantanen - Batería

## Posicionamiento
| Año  | Lista         | País                 | Posición |
| ---- | ------------- | -------------------- | -------- |
| 2007 | Finnish chart | Bandera de Finlandia | 8        |